# Салинас (река)
Салинас (енгл. Salinas River) је река која протиче кроз САД. Дуга је 282 km. Протиче кроз америчку савезну државу Калифорније. Улива се у залив Монтереј.